# Réserve naturelle de Starovichnevetskiï
La réserve naturelle de Starovichnevetskiï (en ukrainien : Старовишневецький заказник) est un parc national près de Synelnykove en Ukraine.
Elle est créée en 1985 ayant pour but principal la protection des chênes centenaires et de la tulipe de chêne.
La superficie totale de la réserve est de 113,4 hectares, la réserve est sur un terrain sableux.

## En images

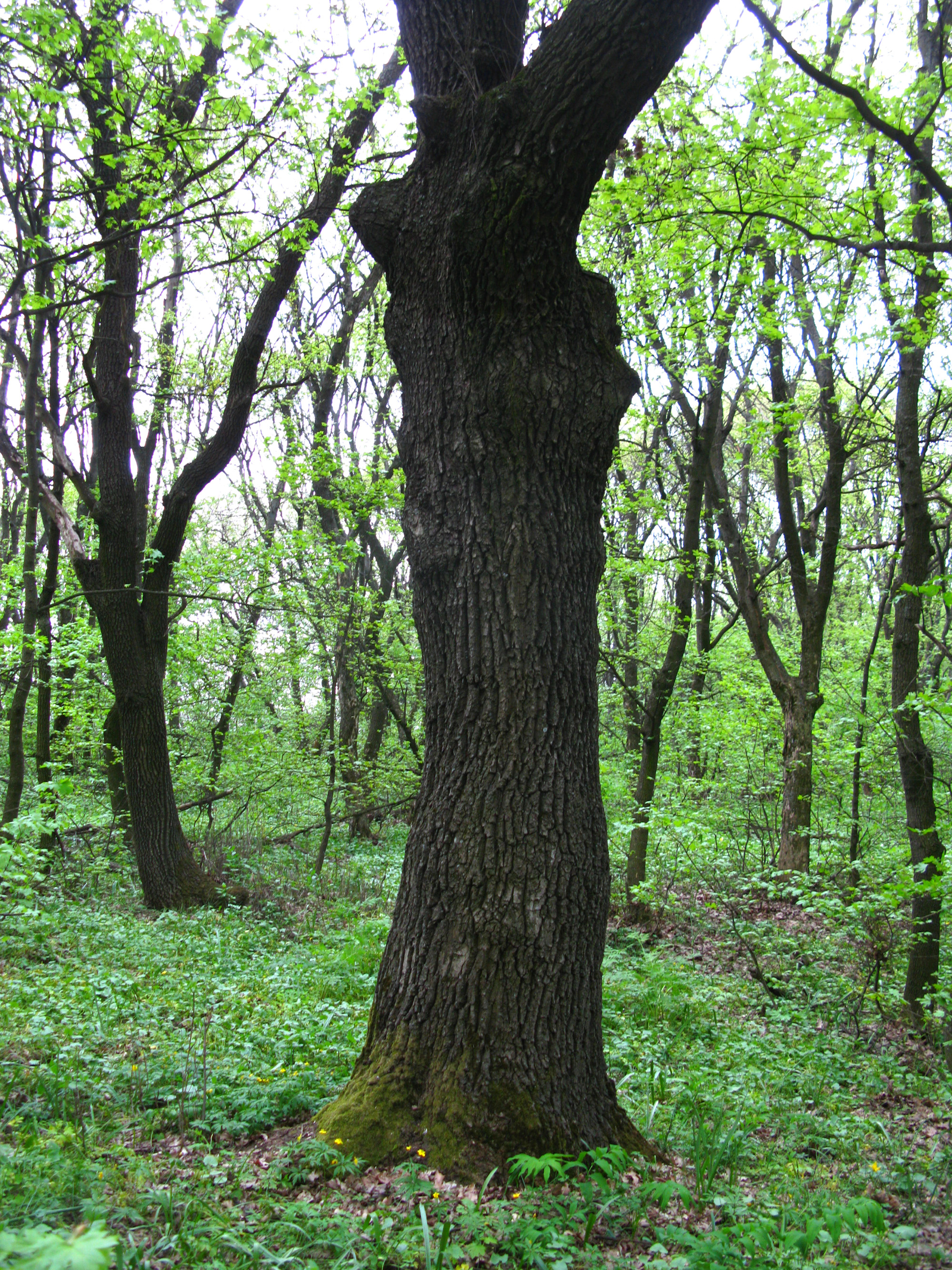
Chêne du
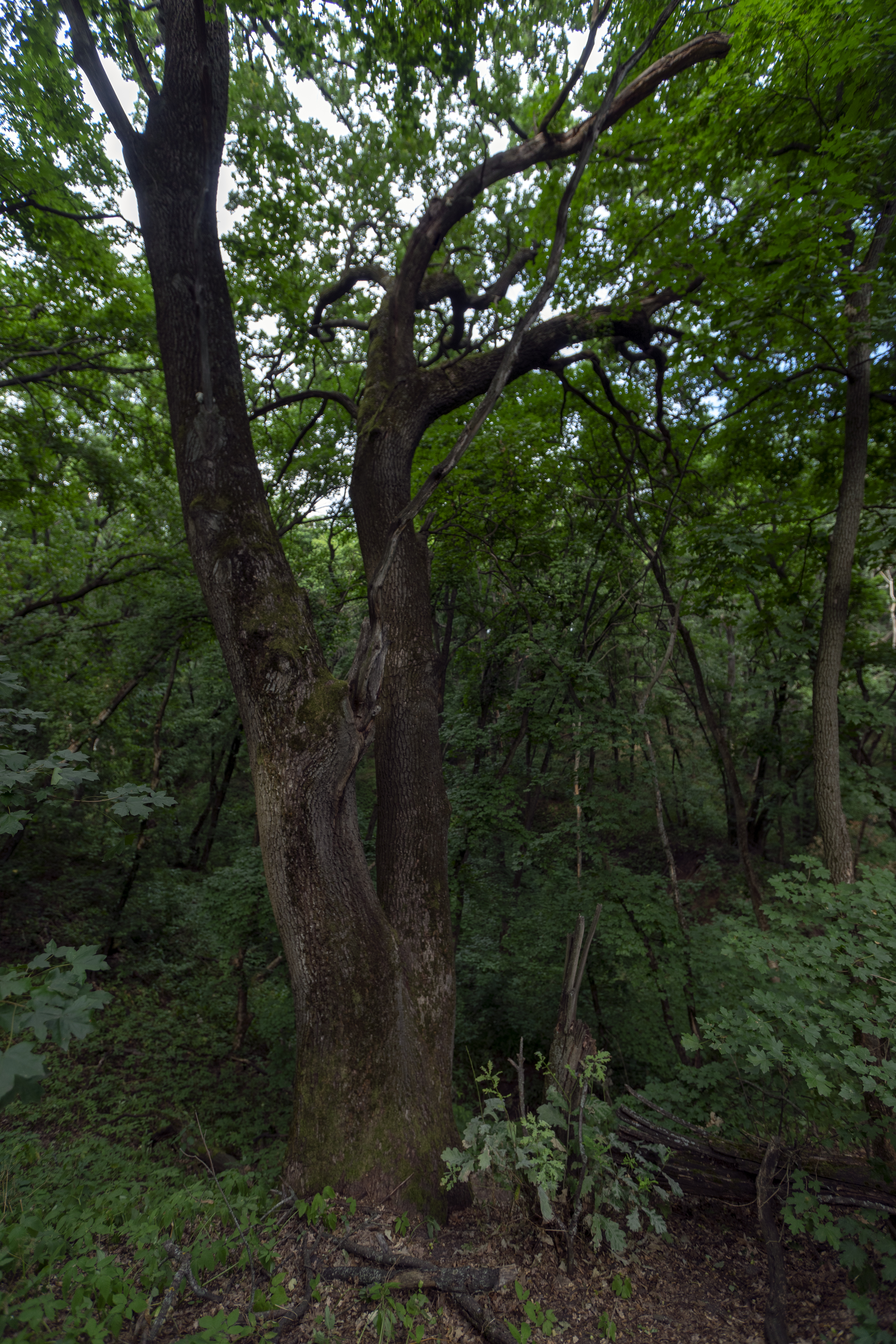
site classé[1].